# Cimón de Cleone

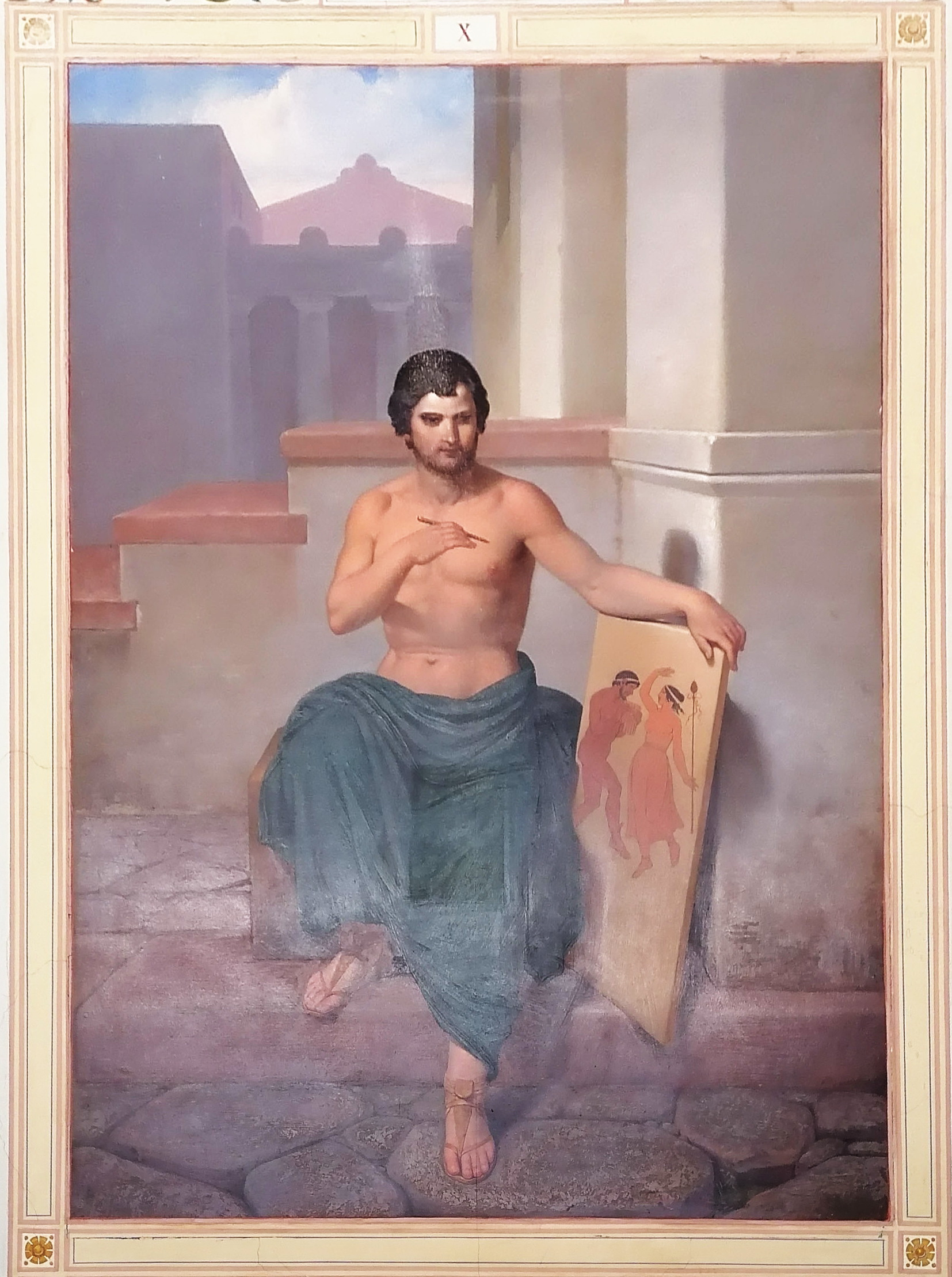
Historia del antiguo padre.

Cimón de Cleone (en griego antiguo: Κίμων, Kímon; Cleone, siglo VI a. C. – ?) fue un pintor griego de la Antigüedad.

## Biografía
Nacido en Cleone, junto a Corinto, Cimón parece que fue el verdadero iniciador de la pintura griega y el precursor de Polignoto de Taso.
Según Plinio el Viejo, fue el inventor de la perspectiva múltiple o escorzo (catagrapha id este obliquae imagines). Su obra original ha desaparecido y no existen más referencias que las pinturas presentes en los jarrones griegos de finales del siglo VI a. C.. (Olto, Eufronio).